# Caramagna Piemonte
Caramagna Piemonte – miejscowość i gmina we Włoszech, w regionie Piemont, w prowincji Cuneo.
Według danych na rok 2004 gminę zamieszkiwało 2667 osób, 102,6 os./km².